# Laccophilus seseanus
Laccophilus seseanus är en skalbaggsart som beskrevs av Toledo, Hendrich och Stastný 2003. Laccophilus seseanus ingår i släktet Laccophilus och familjen dykare. Inga underarter finns listade i Catalogue of Life.